# Praenoricum flóravidék
A Praenoricum a Nyugat-Dunántúl flóravidéke. Felszínének nagy részét az Alpokból lehordott, kavicsos üledékek borítják. Nyugati peremén az e fölé magasodó hegyek már a kelet-alpi flóravidék részei: a Soproni-hegység és Kőszegi-hegység annak zittaui, a Vendvidék pedig stájer flórajárásába tartozik.
Éghajlatának fő sajátossága, hogy a nyár hűvös, csapadékos. A csapadék mennyisége a kelet-alpi területtől távolodva, a tengerszint feletti magassággal csökken. A csapadékkal együtt csökken a dealpin (szubalpin) –montán–boreális fajok aránya, és rovásukra elszaporodnak a pannon–pontusi és (főleg a déli részen) szubmediterrán flóraelemek. Ezt – a kelet-alpi és az alföldi növényzet közötti, átmeneti sávot a jeles botanikus, Gáyer Gyula különítette el önálló flőravidékként. Területe gyakorlatilag megegyezik az ugyancsak Praenoricumnak nevezett faunakörzetével.

## Növényzete
A Nyugat-Dunántúli flóravidék növényzete átmeneti jellegű, méghozzá az atlanti flóra irányába. Ezt jelzik az alábbi fajok:
- ciklámen, (Cyclamen spp.),
- királyné gyertyája (Asphodelus albus),
- magyar varfű (Knautia drymeia),
- seprőzanót (Sarothamnus scoparius),
- közönséges csarab (Calluna vulgaris),
- szelídgesztenye (Castanea sativa).

A flóravidék keleti határa aránylag bizonytalan, mert kevés a jellegzetes faj. Jávorka Sándor (1941) nyomán ezt a vonalat két, a gyertyános–kocsánytalan tölgyes erdők aljnövényzetében élő faj elterjedésének keleti határvonala mentén húzzák meg. Ez a két faj:
- törpe kankalin (Primula vulgaris) (Balaton-felvidék–Bakony–Vértes) és
- erdei ciklámen (Cyclamen purpurascens) (Rezi–Ság hegy – Hódoséri-völgy (Bakony) – Mindszentpuszta (Vértes)).

Flórájából hiányoznak a szubmediterrán elemek és a pannóniai flóra bennszülött elemei, jellemzőek viszont:
- a dealpin (magashegységekből leereszkedett) és a
- boreális (északi)

flóraelemek, mint például:
- struccpáfrány (Matteuccia struthiopteris),
- erdei fenyő (Pinus sylvestris),
- lucfenyő (Picea abies),
- vörösfenyő (Larix decidua),
- jegenyefenyő (Abies alba),
- európai zergeboglár (Trollius europaeus),
- réti palástfű (Alchemilla xanthochlora),
- havasi éger (Alnus viridis),
- árnika (Arnica montana),
- narancsszínű aggófű (Senecio aurantiacus),
- osztrák zergevirág (Doronicum austriacum),
- fehér acsalapu (Petasites albus),
- fehér sáfrány (Crocus albiflorus).

Mivel viszonylag sok a csapadék, gyakoribbak a savanyú talajok növénytársulásai. Vas és Zala vármegye dombjain gyertyános- és cseres-tölgyesek, az Alpokalján acidofil kocsánytalan tölgyesek és bükkösök is gyakoriak; az Őrség és Göcsej gyertyános-tölgyeseibe erdei fenyő elegyedik. A Lajta-hegység mészkövén bazofil száraz tölgyeseket, pontuszi-mediterrán fajokban gazdag sztyeppréteket találunk.
A vegetációt két növénytársulás teszi sajátossá:
1. A fenyő-nyír kor emlékeként fennmaradt fenyvesek, amik uralkodó faja az erdei fenyő (Pinus sylvestris). Az erdei fenyő lombos fafajokkal elegyedve Észak-Európa elegyeserdő zónájához hasonló (Nyugat-Magyarországon annak szigeteként előforduló) állományokat (Pino-Quercetalia) alkot, amiket az Alpokalja zonális erdőtársulásaiként is felfoghatunk.
2. A tőzegmohalápok.

## Flórajárásai
- 5.1. Göcsej (Petovicum);
- 5.2. Őrség és Vasi-dombság (Castriferreicum);
- 5.3. Lajtai táj (Lajtaicum).